# Idaea nitidulata
Idaea nitidulata är en fjärilsart som beskrevs av Otto Staudinger 1897. Idaea nitidulata ingår i släktet Idaea och familjen mätare. Inga underarter finns listade i Catalogue of Life.